# Verwaltungsgebäude Dresdner Eisenhochbau
Das Verwaltungsgebäude der Dresdner Eisenhochbau liegt im Radebeuler Industriegebiet, an der Meißner Straße 23. Es wurde um 1905 für das Unternehmen Dresdner Eisenhochbau errichtet.

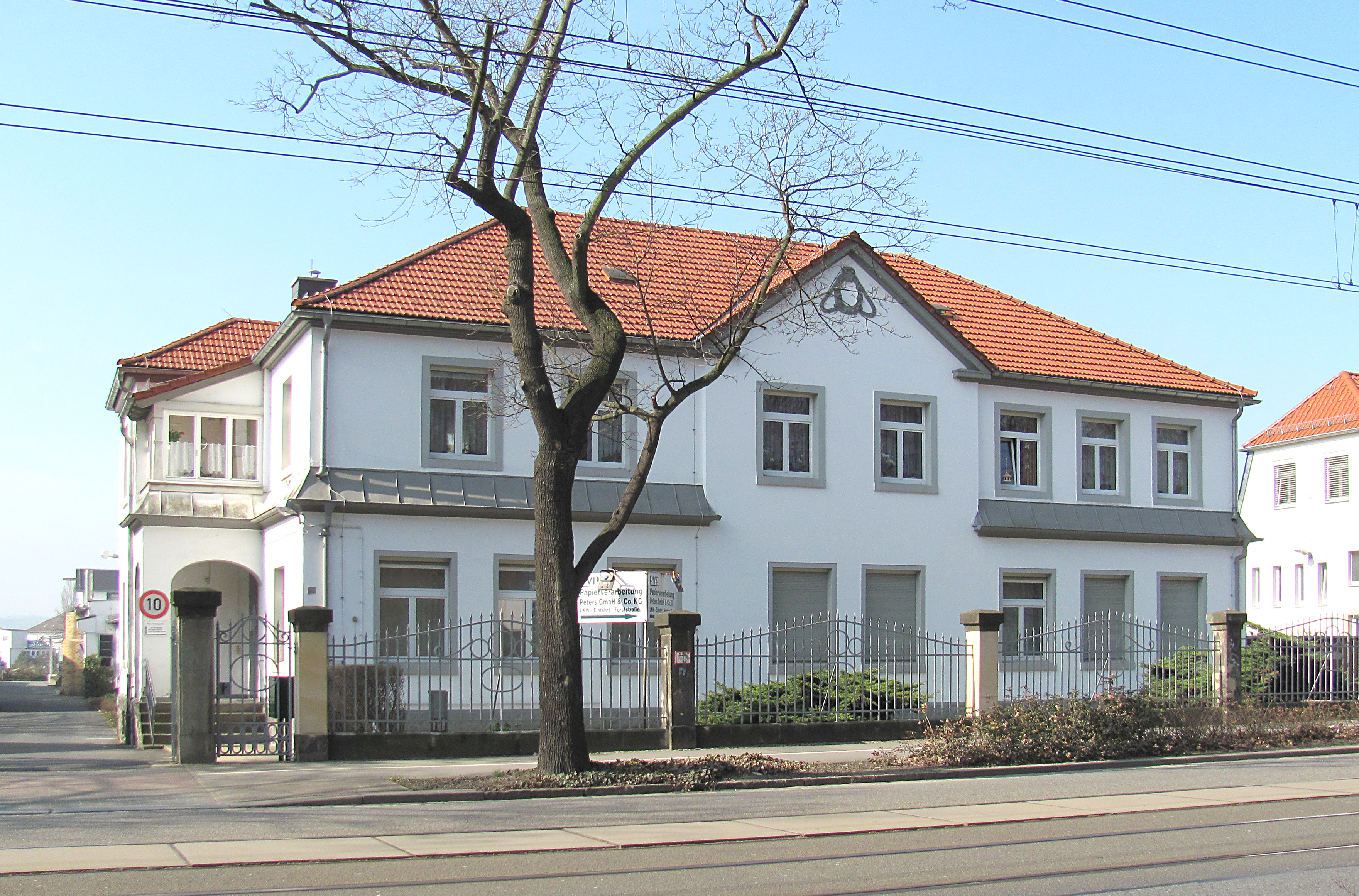
Verwaltungsgebäude des ehemaligen Dresdner Eisenhochbau

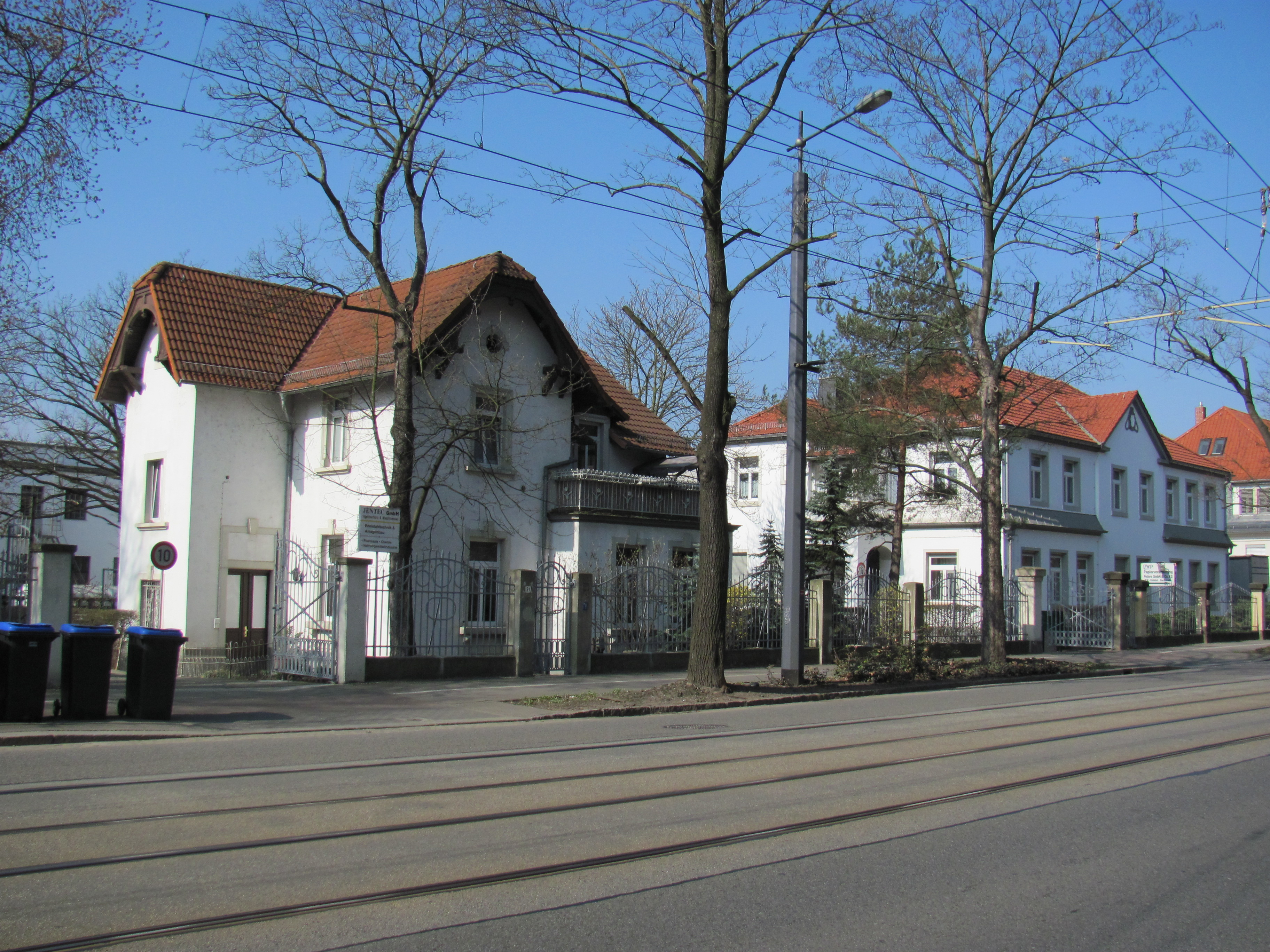
Fabrikantenvilla der Kartonagenfabrik Paul Leinert (li.) und Verwaltungsgebäude Dresdner Eisenhochbau

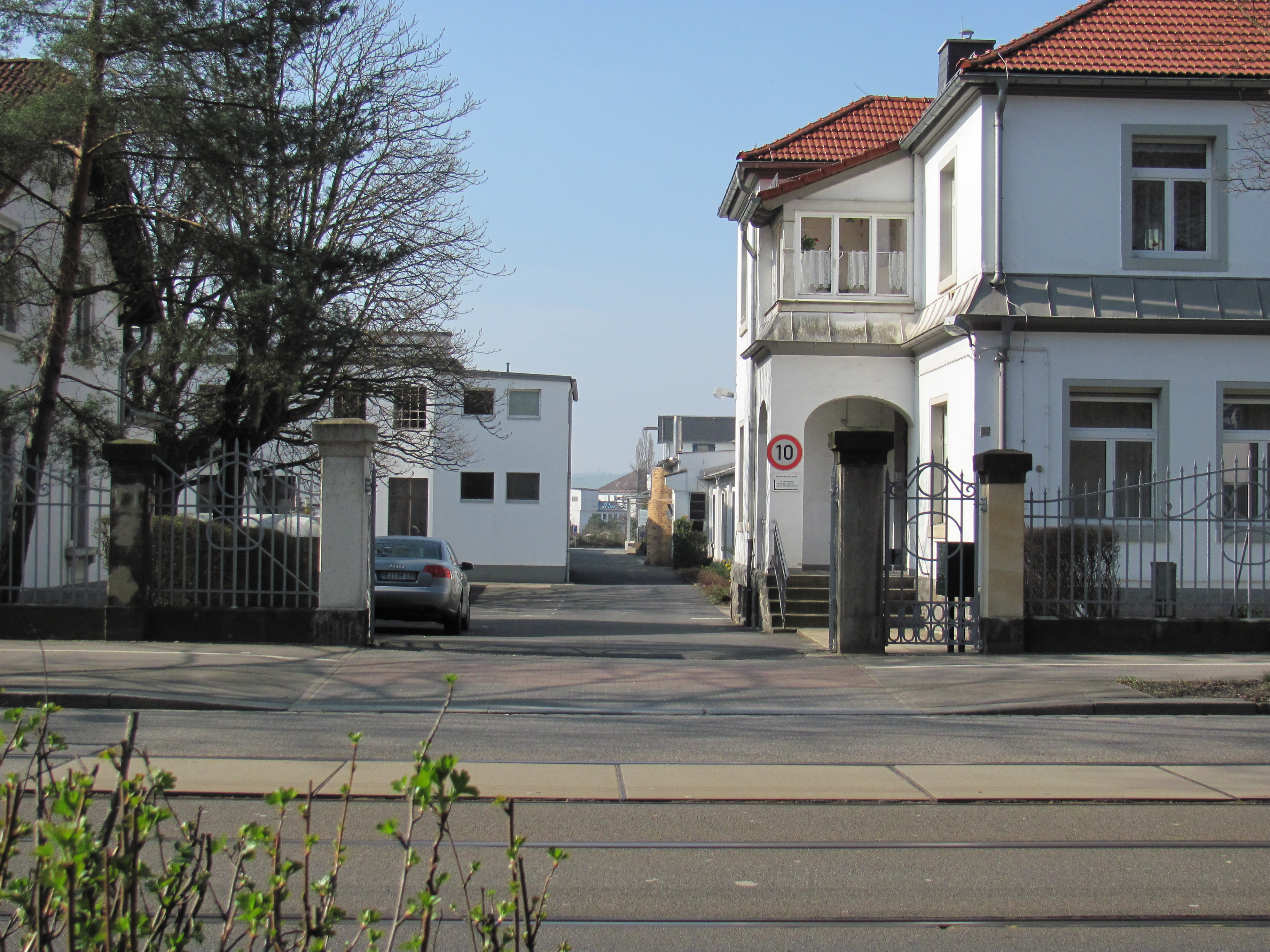
Restaurierte Einfahrts-Sandsteinpfeiler

Dieses „Kopfbau eines [dahinterliegenden] Fabrikgebäudes […] dokumentiert die Entwicklung eines Teils von Radebeul zum Fabrikstandort,“ er ist „ortsgeschichtlich von Bedeutung“.

## Beschreibung
Das zweigeschossige Verwaltungsgebäude steht mitsamt Einfriedung unter Denkmalschutz. Der langgestreckte Baukörper steht längs der Straßenflucht auf der Südwestseite der Hauptverkehrsstraße; er ist als Kopfbau der straßensichtige Abschluss von sich weit in das Grundstück hinein erstreckenden Fabrikhallen.
Der glattverputzte, auf einem Sockel stehende Bau mit ziegelgedecktem Walmdach ist symmetrisch aufgebaut. Mittig steht zur Straße hin ein Mittelrisalit mit einem Dreiecksgiebel mit Giebelschultern sowie einem Ornament. Die beiden Geschosse werden durch ein kräftiges, auf der Oberseite verblechtes Geschossgesims getrennt. Die Fenster werden durch schlichte Sandsteinumrahmungen gefasst.
In der linken Seitenansicht steht wegen der dort verlaufenden Einfahrt ein weiter nach hinten ins Grundstück gerückter Eingangsvorbau mit Korbbogenöffnung; dort führt eine Freitreppe in das Hochparterre.
Die Einfriedung, die aus kräftigen Sandsteinpfeilern mit Kopfabdeckungen sowie dazwischengesetzten jugendstiligen Schmiedeeisengittern besteht, erstreckt sich nicht nur vor diesem Gebäude, sondern auch vor dem links gelegenen Grundstück Meißner Straße 21.